# Pandanus corneri
Pandanus corneri är en enhjärtbladig växtart som beskrevs av Ryozo Kanehira. Pandanus corneri ingår i släktet Pandanus och familjen Pandanaceae. Inga underarter finns listade.